# Gorges de Galamús

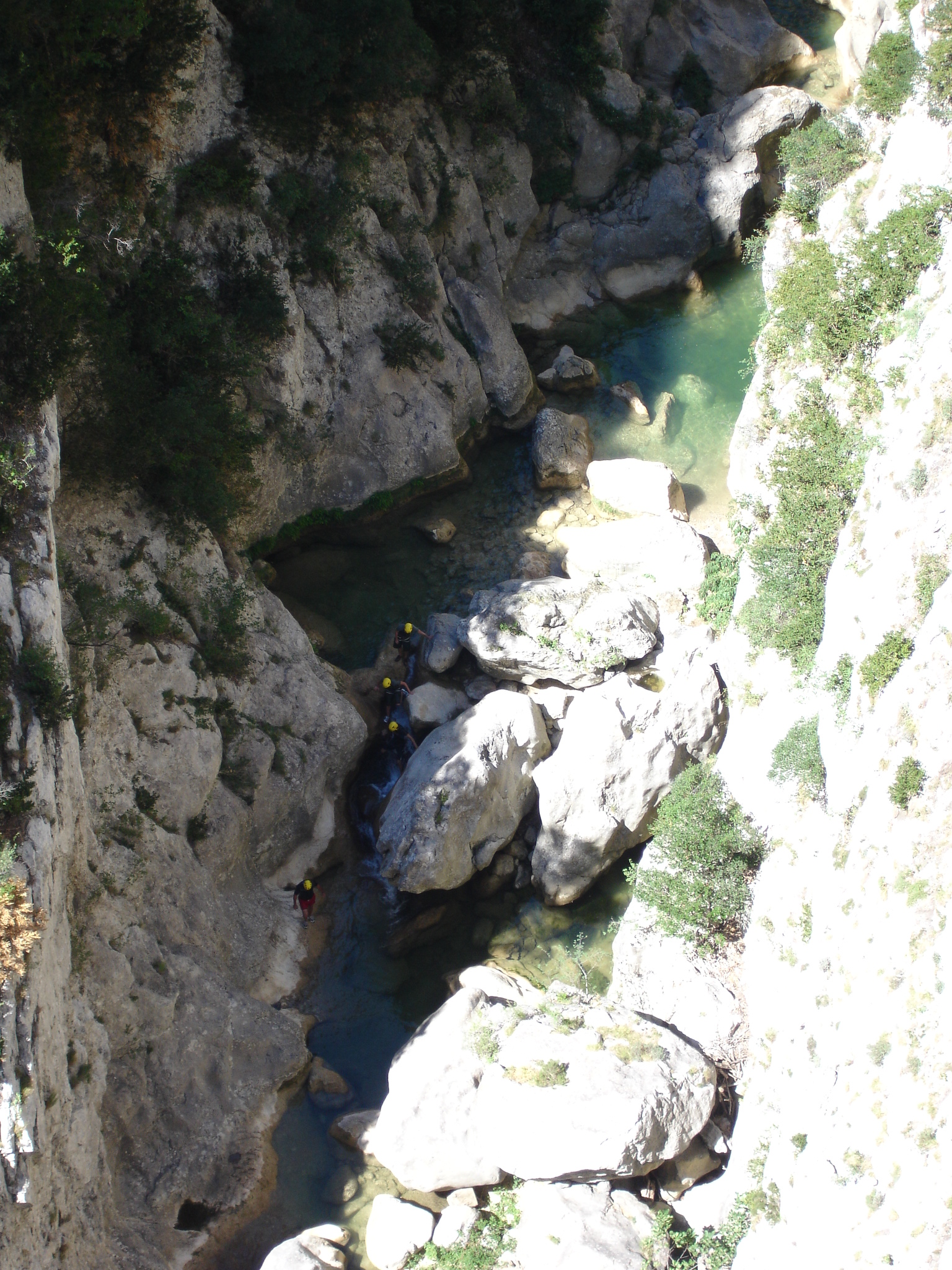
El riu Aglí passa a través dels congosts de Galamús

Les gorges de Galamús o Galamors (segons Joan Coromines) són un congost i pas de muntanya natural d'uns 2 quilòmetres que permetia l'accés cap a Catalunya des de la zona de l'Aude. Obert a la roca i en llocs difícils i sovint amb el riu Aglí que ve del puig de Bugarag (de 1.240 metres) a la vora, té com a lloc principal del recorregut l'ermita de Sant Antoni de Galamús, que és almenys del segle vii; la capella de la gran cova fou construïda el 1782 després d'un suposat miracle; és dedicada a sant Antoni el Gran, nascut a Egipte el 251 i eremita a Tebes (Luxor).
És un lloc natural classificat de notable interès turístic -disposa d'autobusos i aparcament i a l'estiu l'accés hi és a peu- que es troba als termes de Cubièra a l'Aude i de Sant Pau de Fenolhet, a la comarca homònima (l'ermita és en aquest darrer terme).